# Сара Кофман
Сара Кофман (фр. Sarah Kofman; нар. 14 вересня 1934, Париж – пом. 15 жовтня 1994, там само) — французька філософиня та есеїстка. Поряд з Жаком Деррідою її вважають найважливішою представницею філософії деконструкції.

## Біографія
Сара Кофман — третя з шести дітей у польсько-єврейських батьків — Фінези Кофман (уродженої Кеніг) та рабина Берека Кофмана, які емігрували до Франції у 1929 році. У родині розмовляли ідишем та польською. У січні 1942 року Берек Кофман, який був внесений до списку осіб без громадянства в поліційний реєстрі режиму Віші, подав заяву на отримання французького громадянства для своєї дочки Сари. У липні його депортували до концентраційного табору Дрансі. 29 липня 1942 року депортаційний поїзд вивіз його до концентраційного табору Аушвіц, де його і вбили. У своїй автобіографії 1994 року Сара Кофман писала:
 16 липня 1942 року мій батько знав, що його «заберуть». Ходили чутки, що в той день готується великий масовий арешт. Як рабин у невеликій синагозі в 18-му окрузі він пішов з дому дуже рано, щоб попередити якомога більше євреїв і змусити їх сховатися. Потім він повернувся і став чекати: він побоювався, що якщо він сховається, замість нього заберуть його дружину та шістьох маленьких дітей (три дівчинки та троє хлопчиків у віці від двох до дванадцяти років). Він чекав і молився, щоб арештували тільки його та щоб дружина й діти врятувалися.
У липні 1942 — лютому 1943 року мати переховувала Сару та її братів і сестер у сільській місцевості поблизу Парижа. Оскільки Сара відмовилася їсти некошерні страви від французьких фермерів, мати повернула її до їхньої паризької квартири на вулиці Ордене. Після облави гестапівців Фінеза і семирічна Сара знайшли притулок у однієї молодої вдови, що мешкала по сусідству і переховувалися в її квартирі на вулиці Лаба у 18 округу до звільнення Парижа в серпні 1944 року «Пані з вулиці Лаба» або «Меме» (тобто «бабуня»), як її називала Сара, ставилася до єврейської дівчини як до власної дочки, назвала її Сюзанна і познайомила зі світським, буржуазним французьким способом життя. У цей час Сара відійшла від єврейської ортодоксальної культури та мови їдиш, забула батька і віддалилася від матері.
Брати й сестри Сари Кофман вижили за межами Парижа. Більшість членів родини батька в Польщі загинули під час повстання у Варшавському гетто.
Травмовані досвідом втечі, Сара та її сестра Аннет дев'ять місяців провели в дитячому санаторії, а потім жили в будинку для дітей депортованих. У 1953 році Сара закінчила середню школу. З 1955 до 1960 року вона вивчала філософію в Сорбонні. Після закінчення університету викладала в ліцеї Сен-Сернен в Тулузі, а з 1963 до 1970 року — у ліцеї Клода Моне в Парижі.

## Доробок
З 1970 до 1988 року Сара Кофман була помічницею Жака Дерріди в Сорбонні. 1966 року вона розпочала свою дисертацію про культурну концепцію Ніцше і Фройда з науковим керівником Жаном Іпполітом в Колеж де Франс, після смерті Жана Іпполіта в 1968 році, керівництво роботою з 1971 року перейшло до Жиля Делеза. У 1976 році Сара Кофман здобула докторський ступінь зі збіркою раніше опублікованих робіт під назвою «Travaux sur Nietzsche et sur Freud».
З 1991 року і до своєї смерті Сара Кофман викладала філософію в Сорбонні на посаді старшого викладача (maître de conférences). Її доробок включає близько 30 книг та численні статті з філософської, літературної та психоаналітичної творчості від Емпедокла, Руссо і Шекспіра до Ніцше, Фрейда і Жака Дерріди. У кількох своїх працях вона розглядала теорії жіночого начала; її найвідомішою працею є «Загадка жінки. Жінка в текстах Фройда» ("L'Énigme de la femme. La femme dans les textes de Freud " (1980).
Лише в останніх книгах вона звернулася до теми Голокосту. У 1987 році вона опублікувала есе «Paroles suffoquées», яке присвятила Роберу Антельму, Морісу Бланшо та своєму батькові. Через кілька днів після виходу її автобіографічних замальовок під назвою «Rue Ordener, Rue Labat» про дитинство в Парижі в тридцятих і сорокових та про забуття своєї єврейської ідентичності, Сара Кофман на 150-ту річницю Ніцше - у жовтні 1994 року — наклала на себе руки.

## Вибрані праці
- L'Enfance de l'art. Une interprétation de l'esthétique freudienne, Paris, Payot, " Bibliothèque scientifique. Science de l'homme ", 1970 ; rééd. " Petite bibliothèque Payot. Collection Science de l'homme ", 1975. (ISBN 2-228-32500-7)
- Nietzsche et la métaphore, Paris, Payot, " Bibliothèque scientifique ", 1972. Ouvrage composé des textes remaniés de trois articles de l'auteur extraits de Critique, avril 1970-septembre 1971 et de Poétique, 5 ; 2e éd. revue et corrigée, Galilée, " Débats ", 1983. (ISBN 2-7186-0249-X) ; 3e éd. revue, corrigée et augmentée, 1985. (ISBN 2-7186-0273-2) (BNF 34911333)
- Camera obscura. De l'idéologie, Paris, Galilée, " La Philosophie en effet ", 1973. En appendice: " Usage de la Chambre obscure ", par Willem Jacob 's Gravesande. (ISBN 2-7186-0007-1)
- Quatre romans analytiques, Paris, Galilée, " La Philosophie en effet ", 1974. (ISBN 2-7186-0016-0)
- Autobiogriffures, Paris, Christian Bourgois, 1976. (ISBN 2-267-00043-1) ; 2e éd. revue et corrigée sous le titre: Autobiogriffures du " Chat Murr " d'Hoffmann, Paris, Galilée, " Débats ", 1984. (ISBN 2-7186-0267-8). Sur E.T.A. Hoffman, Lebens-ansichten des Katers Murr.
- Aberrations. Le devenir-femme d'Auguste Comte, Paris, Aubier/Flammarion, " La Philosophie en effet ", 1978.
- Nerval: le charme de la répétition. Lecture de " Sylvie ", Lausanne-Paris, l'Âge d'homme, " Cistre essais ", 1979.
- Nietzsche et la scène philosophique, Paris, Union générale d'éditions, " 10/18 ", 1979. (ISBN 2-264-00247-6) ; éd. revue et corrigée, Galilée, " Débats ", 1986. (ISBN 2-7186-0304-6)
- L'Énigme de la femme: la femme dans les textes de Freud, Paris, Galilée, 1980. (ISBN 2-7186-0192-2) ; 2e éd. revue et corrigée, 1983 (ISBN 2-7186-0192-2) ; rééd. Paris, Librairie générale française, 1994. (ISBN 2-253-94194-8)
- Le Respect des femmes: Kant et Rousseau, Paris, Galilée, " Débats ", 1982. (ISBN 2-7186-0225-2)
- Comment s'en sortir ?, Paris, Galilée, " Débats ", 1983. (ISBN 2-7186-0240-6)
- Un Métier impossible. Lecture de " Constructions en analyse ", Paris, Galilée, " Débats ", 1983. (ISBN 2-7186-0241-4)
- Lectures de Derrida, Paris, Galilée, " Débats ", 1984. (ISBN 2-7186-0251-1)
- La Mélancolie de l'art, Paris, Galilée, " Débats ", 1985. (ISBN 2-7186-0274-0)
- Pourquoi rit-on ? : Freud et le mot d'esprit, Paris, Galilée, " Débats ", 1985. (ISBN 2-7186-0297-X)
- Paroles suffoquées, Paris, Galilée, " Débats ", 1986. (ISBN 2-7186-0312-7). Sur Maurice Blanchot et Robert Antelme.
- Conversions. " Le Marchand de Venise " sous le signe de Saturne, Paris, Galilée, " Débats " 1987. (ISBN 2-7186-0325-9)
- Socrate(s), Paris, Galilée, " La philosophie en effet ", 1989. (ISBN 2-7186-0336-4)
- Séductions. De Sartre à Héraclite, Paris, Galilée, " La philosophie en effet ", 1990. (ISBN 2-7186-0337-2)
- avec Jean-Yves Masson, Don Juan ou le Refus de la dette, Paris, Galilée, « Débats », 1991. (ISBN 2-7186-0388-7)
- " Il n'y a que le premier pas qui coûte ": Freud et la spéculation, Paris, Galilée, " Débats ", 1991. (ISBN 2-7186-0396-8)
- Explosion I. De l'Ecce homo de Nietzsche, Paris, Galilée, " La philosophie en effet ", 1992. (ISBN 2-7186-0397-6)
- Explosion II. Les enfants de Nietzsche, Paris, Galilée, " La philosophie en effet ", 1993. (ISBN 2-7186-0418-2)
- Le mépris des juifs. Nietzsche, les juifs, l'antisémitisme, Paris, Galilée, " La philosophie en effet ", 1994. (ISBN 2-7186-0437-9)
- Rue Ordener, rue Labat, Paris, Galilée, 1994. (ISBN 2-7186-0439-5)
- L'Imposture de la beauté et autres textes, Paris, Galilée, " La philosophie en effet ", 1995. (ISBN 2-7186-0464-6). Posthume, recueil d'articles parus dans les années 1980.
- Lettres de Sarah Kofman à Jacques Derrida, édition posthume, établie, annotée et présentée par Ginette Michaud et Isabelle Ullern, dans leur ouvrage: Sarah Kofman et Jacques Derrida. Croisements, écarts, différences, Paris, Hermann, coll. " Le Bel Aujourd'hui ", 2018, p. 131—300 (ISBN 9782705695439)